# 475 f.Kr.

## Händelser

### Efter plats

#### Grekland
- Kimon leder ett atenskt anfall mot ön Skyros och förvisar urinvånarna, som anses vara pirater.

#### Kina
- Zhou Yuan Wang blir kung av den kinesiska Zhoudynastin.

### Efter ämne

#### Konst
- Målaren Polygnotos från Thassos inleder sitt arbete (omkring detta år).

## Avlidna
- Herakleitos från Efesos, grekisk filosof
- Atossa, persisk drottning.